# Leszek Szewczyk
Leszek Stanisław Szewczyk (ur. 26 kwietnia 1941 w Chełmie, zm. 18 stycznia 2021) – polski specjalista w zakresie pediatrii, psychologii klinicznej, endokrynologii i diabetologii dziecięcej, prof. dr hab.

## Życiorys
W 1964 ukończył studia lekarskie w Akademii Medycznej im. prof. Feliksa Skubiszewskiego w Lublinie, a w 1969 studia filozoficzne i psychologiczne na Katolickim Uniwersytecie Lubelskim Jana Pawła II. Obronił pracę doktorską, następnie uzyskał stopień doktora habilitowanego. 28 października 1991 nadano mu tytuł profesora w zakresie nauk medycznych. Został zatrudniony na stanowisku profesora zwyczajnego w III Katedrze Pediatrii na II Wydziale Lekarskim z Oddziałem Anglojęzycznym Uniwersytecie Medycznym w Lublinie, w Instytucie Psychologii na Wydziale Nauk Społecznych Katolickiego Uniwersytetu Lubelskiego Jana Pawła II, oraz na Wydziale Pedagogiki i Psychologii Wyższej Szkole Ekonomii i Innowacji w Lublinie.
Był przewodniczącym Komitetu Rozwoju Człowieka na VI Wydziale – Nauk Medycznych Polskiej Akademii Nauk, kierownikiem III Katedry Pediatrii na II Wydziale Lekarskim z Oddziałem Anglojęzycznym Uniwersytecie Medycznym w Lublinie, prorektorem Akademii Medycznej im. Feliksa Skubiszewskiego w Lublinie i członkiem Komitetu Rozwoju Człowieka na VI – Nauk Medycznych PAN.